# Visvrouw
(De) Visvrouw is een kunstwerk in Amsterdam-Noord.
Het beeld van deze visvrouw staat aan de Purmerweg in een plantsoen op de kruising met de Schermerstraat. De kunstenaar Karin Beek gaf met het beeld een eerbetoon aan de vissers (vaak manneen)  en vishandelaren (vaak vrouwen) in/uit Nieuwendam. Het voert terug naar de tijd dat het dorp nog aan zee lag. Er werd gevist en bij binnenkomst in de haven werd de vis verkocht. Het beeld laat een visvrouw zien met een mand vol vis.
Het idee voor de plaatsing van het beeld ontstond bij een bezoekster van de Open Ateliers Noord 2013. Daar stond een sculptuur van een haringvisser. De bezoekster schreef het bestuur van stadsdeel Amsterdam-Noord aan, die in overleg met de initiatiefneemster de plaats bepaalde aan de Purmerweg. Het beeld op werd op 15 juli 2015 onthuld door een lid van de bestuurscommissie Amsterdam Noord en de initiatiefneemster. Aan hetzelfde plantsoen staat een haringstal. Bij een bezoek aan het beeld voor de rubriek Blikvangers in Het Parool vond de rapporteur dat het beeld uitnodigt tot aanraking; de kunstenaar had daar geen bezwaar tegen.
Karin Beek heeft ook een visboer gemaakt (een man met eenzelfde mand).
Aan de overzijde van de Purmerweg staat het beeld Danseres met tamboerijn van Fioen Blaisse en zijn ook twee beelden van Hildo Krop te vinden (Faun en Sint Joris en de draak).